# Grávštýnské

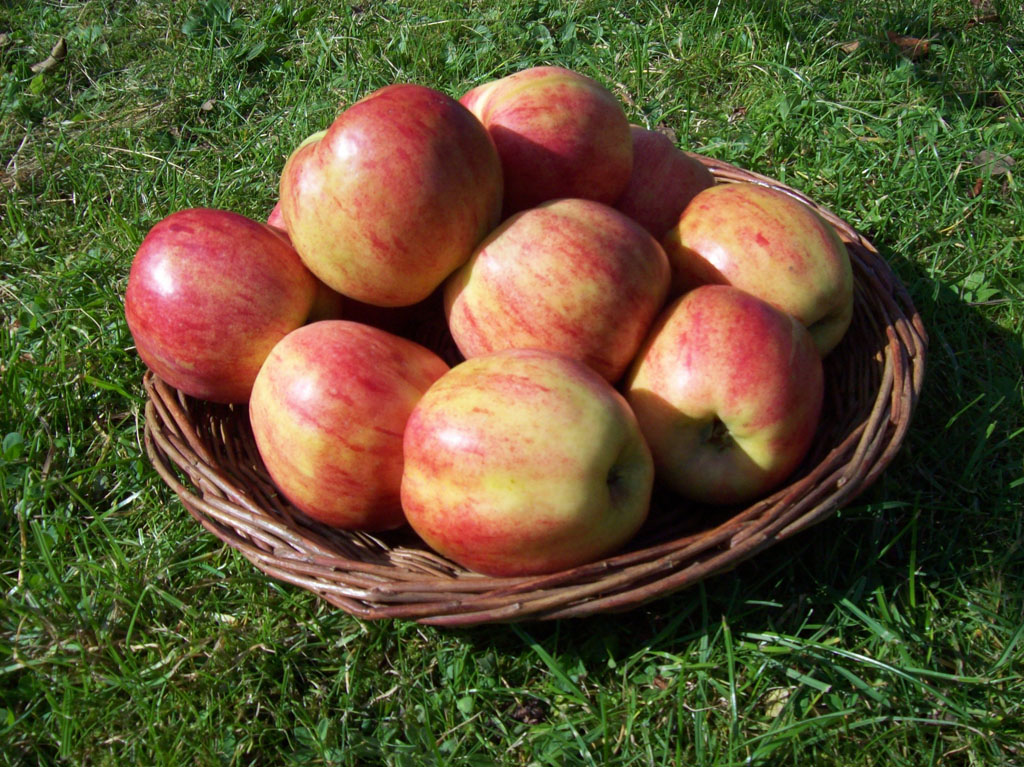
Sklizené plody odrůdy 'Grávštýnské'

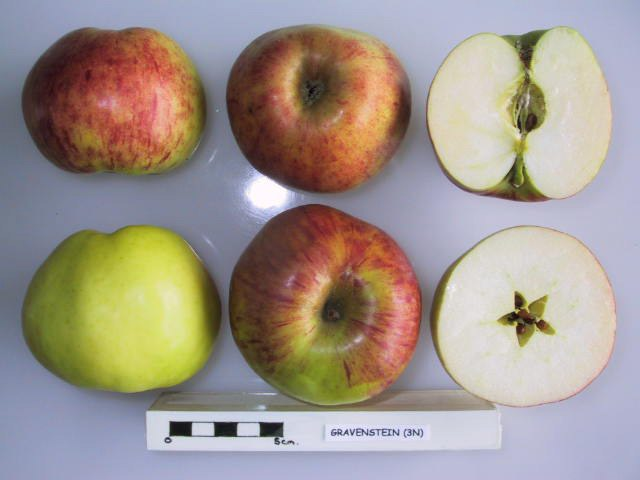
'Grávštýnské' dle N.F.C.

Grávštýnské (Malus domestica 'Grávštýnské') je ovocný strom, kultivar druhu jabloň domácí z čeledi růžovitých. Řadí se mezi podzimní odrůdy jabloní.

## Historie

#### Původ
Velmi stará odrůda známá již v 18. století, již podle názvu je patrné, že se za místo původu tradičně udává německý zámek Gravenstein v Šlesvicku-Holštýnsku. První záznam o pěstování na našem území pochází z roku 1817. V minulosti se toto jablko hodně pěstovalo po celé střední Evropě, především v zemi původu v Německu a odtud se šířilo i do severských zemí, především do Švédska, Norska a Dánska (v některých pomologiích je právě Dánsko uváděno, jako místo původu této odrůdy) a s oblibou bylo pěstováno i v Severní Americe. U nás se v minulosti Grávštýnské pěstovalo hodně na Moravě, především na Valašsku, Lašsku, Kravařsku.

##### Současné rozšíření
V současné době se tato stará odrůda u nás téměř nepěstuje, najít ji ještě lze ve starých výsadbách nebo u pěstitelů, kteří se zabývají záchranou tradičních starých odrůd. V místě původu, tedy v Německu je tato odrůda stále velmi oblíbená a pěstovaná.

## Charakteristika

#### Vzrůst
Strom je vhodné pěstovat na vyšších tvarech, jako jsou vysokokmen, polokmen, případně čtvrtkmen. Růst je především v mládí velmi bujný, tvoří vysoké, mohutné kulovité koruny, které ve stáří bývají převislé. Právě pro svůj mohutný vzrůst není tato odrůda vhodná pro výsadbu kolem silnic, či alejí. Vysokokmenné tvary této odrůdy dosahují velmi značného stáří. Řez mladých stromků není vhodný, protože velmi oddaluje plodnost, která nastává mezi 8.–20. rokem. Doporučuje se pouze řez výchovný po výsadbě a maximálně po prvním roce od výsadby. Letorosty jsou silné a dlouhé.

##### Květy a plody

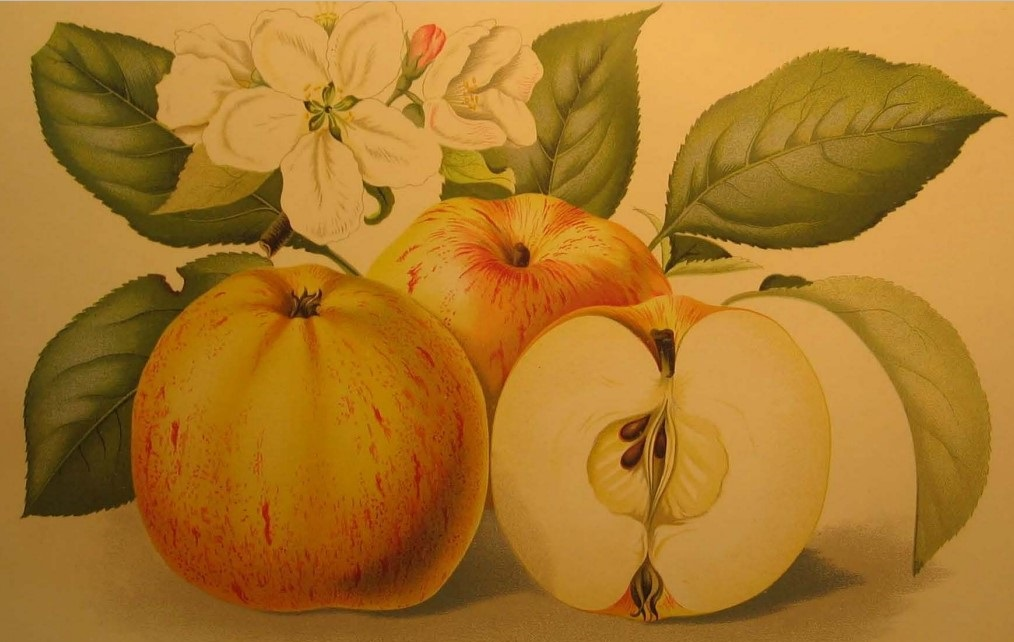
Plody, květy a listy odrůdy jablek Grávštýnské

Doba kvetení je poloraná, vykvétá 3.–4. den jabloňového květu. Květy jsou bílé s jemným, málo patrným růžovým nádechem. Odrůda Grávštýnské je špatným opylovačem a z toho důvodu vyžaduje cizí opylení. Mezi vhodné opylovače patří následující odrůdy - Ananasová reneta, Baumannova reneta, Bernské růžové, Boikovo, Coxova reneta, Croncelské, Jonathan, Krasokvět žlutý, Oldenburgovo, Ontario, Panenské české, Parména zlatá, Průsvitné letní. Plod má základní barvu zelenožlutou až žlutou, vyzrálý má barvu zlatožlutou, na osluněné straně bývá patrné červené žíhání. Právě pro toto červené žíhání bylo často zaměňováno s jinou starou odrůdou s názvem Kardinál žíhaný. Tvar plodu je nepravidelný, kulovitý, kuželovitý nebo zploštělý, žebernatý, zhranatělý. Velikost plodu je střední až velká 150–200 gramů. Dužnina je křehká, velmi jemná, kyprá, měkká a velmi voní. Její chuť je lahodně sladce navinulá, ušlechtile kořenitá, osvěžující, aromatická. Hodnocení chuti je velmi dobrá až vynikající, především z vyšších poloh. Odrůda Grávštýnské byla tradičně považována za jedno z nejchutnějších a nejvoňavějších podzimních jablek.

##### Poloha pro pěstování
Je náročnější na polohu a půdu. Má rádo vyšší a chladnější polohy s dostatkem dešťových srážek, ale nesnáší místa, která jsou vystaveny prudkým větrům. Proto není vhodné jejich pěstování na příkrých svazích, vhodnější jsou mírné svahy, roviny a údolí. Nejvhodnější nadmořská výška je od 250 do 600 m n. m. Odrůdě se daří v hlubších a vlhčích půdách, především vápenitých, nemá ráda suché půdy a teplé oblasti. Zde nasazuje málo plodů a i ty v důsledku sucha opadávají, proto je důležité v případě výsadby této odrůdy v sušších oblastech v letním období stromy zalévat. Chuťově nejkvalitnější jsou plody z vyšších nadmořských výšek.

##### Zralost
Plody se sklízejí v druhé polovině až koncem září. V období sklizně mají typickou libou vůni. Jelikož jsou choulostivé na otlaky, tak je nutno při sklizni a i uskladnění s nimi nakládat opatrně. Konzumní zralost nastává krátce po sklizni. Nejchutnější jsou plody od října zhruba do půli listopadu. Pak ztrácejí svou vynikající chuť i vůni, ale skladovat se dají přibližně do Vánoc, během skladování nevadnou, jsou spíše náchylné na hnilobu.

##### Odolnost
Vůči mrazu je odrůda velmi odolná. Je středně odolná vůči padlí, ale ke strupovitosti je náchylná. I když vyžaduje vlhké půdy, může v nich trpět rakovinou. Odrůda je málo odolná k hnilobě a otlakům plodů, proto není příliš vhodná k přepravě, v případě transportu musí být plody dobře zabaleny. Při skladování jablka ztrácí svou skvělou chuť a křenčí a při přehnojení trpí hořkou skvrnitostí plodů.

## Další názvy
Na našem území byla odrůda Grávštýnské známa pod lidovými názvy Funtové, Farlejové nebo Hedbávky.

##### Ostatní názvy
Grafštýnské, Gravenštýnské, Gravštýnské jablko, Gravenštýnské jablko, Gravensteiner, Der Gravensteiner, Gravenstein, Calvilla Gravensteiniensis, Grawsztynek, Grafensteinskoje, Blumen Calvill, Calville Grafensteiner, Diel’s Sommerkönig, Graefensteiner, Grafen Apfel, Grafensteiner, Gräfensteiner, Grave Slije, Ohio Nonpareil, Paradies Apfel, Pomme Graefenstein, Prinzessin Apfel, Ripp Apfel, Sabine, Stroemling, Strohmer, Calville de Grafenstein, Grafenštějnskoje želtoje, Grafsztynek Prawdziwy, Grave Stigne, Grave Stige, Calville Gravenstein, Pomme de Gravenstein.